# ハッタオマナイ岳
ハッタオマナイ岳（ハッタオマナイだけ）は、北海道の勇払郡むかわ町と沙流郡平取町の2町にまたがる標高1,021.2mの山である。山頂には一等三角点「辺富内」が設置されている。

## 概要
夕張山地南部に位置する山で、南北に約20km伸びる大きな山体を持つ。
山名は現在は地図に記載されていない仁世宇川支流のハッタパーオマナイと呼ばれる沢が由来で、アイヌ語で「hattar-pa-oma-nay（淵・かみ・そこにある・沢）」を意味する。しかしハッタパーオマナイはハッタオマナイ岳から離れたシュウター川の南側、振内山から仁世宇集落にかけて流れる沢のことを指しており、なぜか上流側の山に名付けられた。

## 登山
登山道はないため残雪期に登られることが多い。主なルートは国道274号のオコタン橋付近にある石勝珠海ロードの碑にある駐車スペースから尾根を登り稜線を南下し、主府久を経てハッタオマナイ岳山頂へ至る。